# Carrière professionnelle de Tom Brady

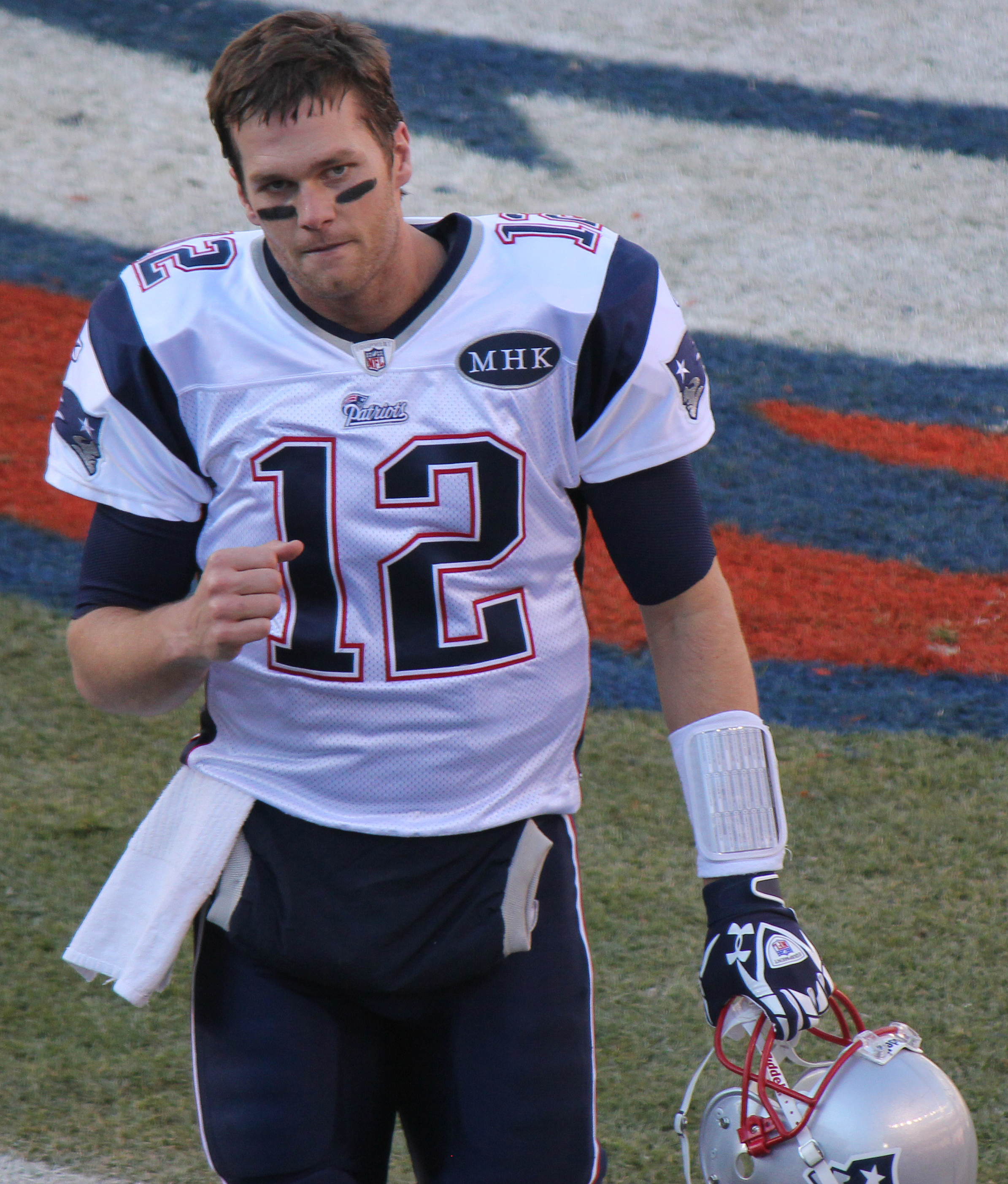
Tom Brady en tenue de football américain en 2011.

Tom Brady  est un joueur américain de football américain né le 3 août 1977 à San Mateo en Californie. Il évolue au poste de quarterback pour les Patriots de la Nouvelle-Angleterre depuis que la franchise l'a sélectionné avec le 199e choix du sixième tour de la draft 2000. Avec sept Super Bowls remportés (XXXVI, XXXVIII, XXXIX, XLIX, LI , LIII et LV), il est le joueur le plus titré de l'histoire de la National Football League.

## Draft et premières expériences en NFL (2000)
Malgré ses multiples titres nationaux universitaires, Tom Brady n'est pas considéré comme un premier choix lors de la Draft 2000 de la NFL. Lors du NFL Scouting Combine, il réalise de très mauvaises performances physiques et notamment un temps de 5,28 secondes au sprint sur 40 yards. Il s'agit d'une des plus mauvaises performances de l'histoire de l'évènement. Il réalise également une détente verticale de 62 centimètres (24,5 inches), soit des performances inférieures à celles des autres quarterbacks. Ses performances cognitives ne sont pas remarquées, même s'il réussit un score de 33 au test Wonderlic.
Brady est à l'époque loin d'être l'un des grands espoirs du football américain et les rapports des recruteurs de la NFL le décrivent comme un joueur très lent, peu athlétique et aux qualités pour le poste très limitées. Le rapport de Pro Football Weekly est le suivant : « Très maigre et faible. A terminé la saison 1999 en pesant 88 kg et est toujours longiligne à 95 kg. Est un peu frêle, manque de stature physique et de force. Peut être poussé à terre plus facilement que vous le souhaiteriez. »,. Les rapports des recruteurs sont également sur la même ligne : « Ne possède pas une silhouette athlétique. Quarterback le plus lent du combine. Manque de mobilité et ne sait pas échapper à la pression. Ne lance pas en spirale serrée. Ne peut pas jouer dans beaucoup de systèmes différents. Ne possède pas un gros bras. Ne peut pas mener une attaque sur un long drive ».
Le 16 avril 2000, Tom Brady est sélectionné au 6e tour de la draft de l'année 2000, en 199e choix par les Patriots de la Nouvelle-Angleterre. Il n'est que le septième quarterback sélectionné lors de cette édition après Chad Pennington, Giovanni Carmazzi, Chris Redman, Tee Martin, Marc Bulger et Spergon Wynn. Il s'agit de la première draft du nouvel entraîneur principal des Patriots, Bill Belichick, qui fête son 48e anniversaire le jour de la sélection. Le 199e choix est un choix compensatoire alloué aux Patriots par la NFL pour les pertes du linebacker Todd Collins (en), du punter Tom Tupa, du defensive tackle Mark Wheeler et de l'offensive lineman Dave Wohlabaugh en tant que joueurs libres,.
Au début de sa première saison avec les Patriots, il est considéré comme le quatrième choix au poste de quarterback derrière Drew Bledsoe, John Friesz et Michael Bishop. Les Patriots hésitent à le couper du fait de l'inintérêt d'avoir quatre athlètes à ce poste, mais le gardent pour ne pas prendre le risque de perdre leur jeune talent. Au fur et à mesure de la saison, il s'impose comme le remplaçant de Bledsoe. Vers la fin de la saison, il est promu en second choix. Il n’apparaît cependant qu'une seule fois sur le terrain lors de cette saison, en tant que remplaçant et complète une seule et unique passe (sur trois) pour un gain de 6 yards.

## Première dynastie (2001-2004)

### Premier Super Bowl
La saison suivante, en 2001, il débute en deuxième choix au poste de quarterback pour les Patriots de la Nouvelle-Angleterre. Le 23 septembre 2001, lors du deuxième match de la saison régulière contre les Jets de New York, Drew Bledsoe encaisse un choc important du défenseur Mo Lewis,,,. Bledsoe retourne sur le terrain lors du troisième quart-temps mais est incapable de terminer la rencontre. Tom Brady le remplace pour les quatre dernières minutes mais ne peut empêcher la défaite des Patriots sur le score de 10 à 3. Ce qui est d'abord annoncé comme une légère contusion se révèle être en fait une grave hémorragie interne qui écarte Bledsoe des terrains pendant plusieurs semaines.

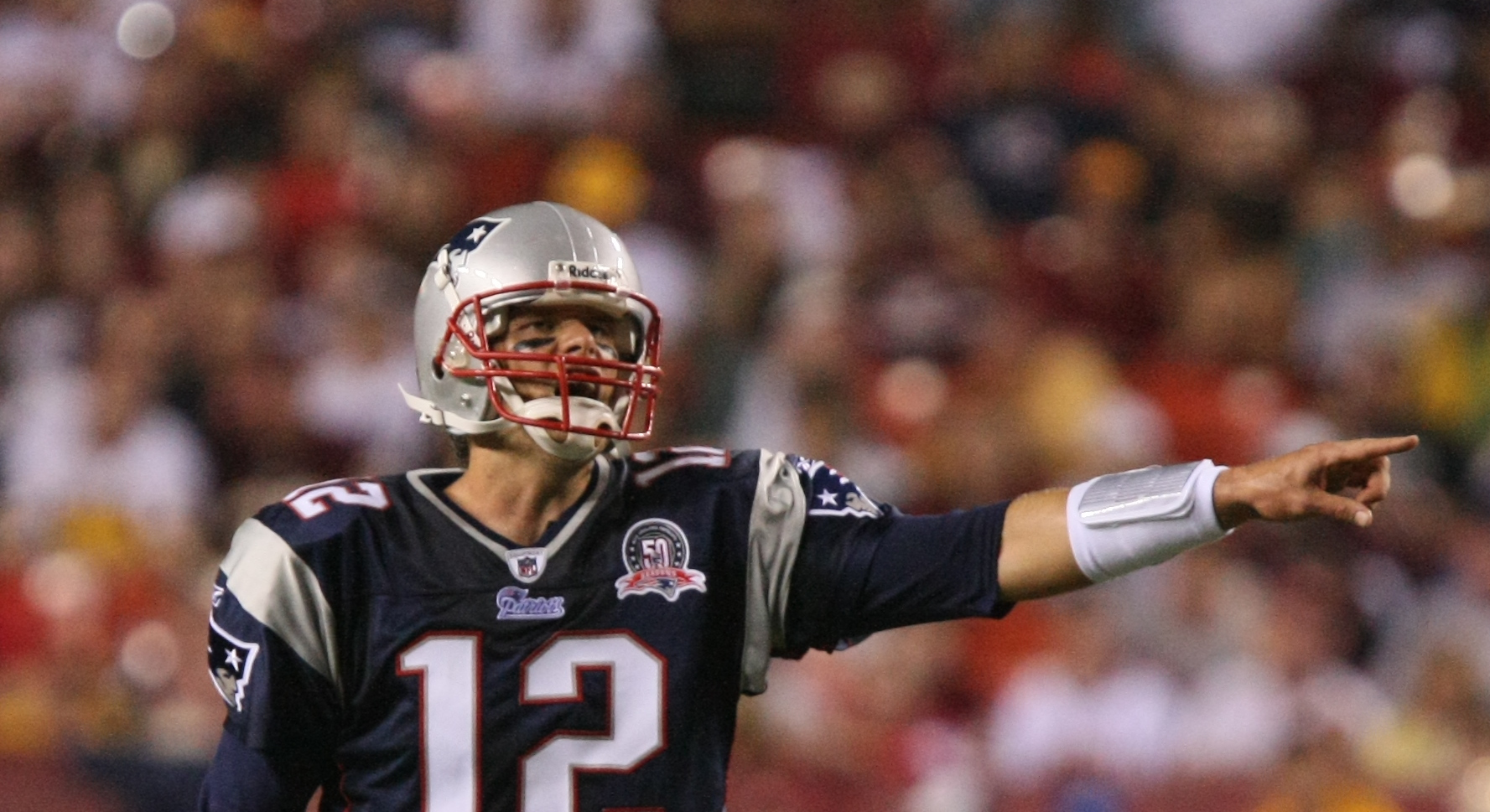
Tom Brady en 2009.

Le match suivant, Brady devient titulaire. Si ses deux premiers matchs comme titulaire ne sont pas forcément spectaculaires, ceux qui suivent sont beaucoup plus convaincants. Avec Brady comme quarterback, les Patriots terminent la saison avec 11 victoires en 14 rencontres et obtiennent une qualification pour les rencontres éliminatoires de la NFL.
Lors du premier match éliminatoire de sa carrière, Tom Brady est au centre d'une controverse historique : le Tuck Rule Game. Les Patriots affrontent les Raiders d'Oakland sur un terrain fortement enneigé. Dominés, les Patriots reviennent à 10 à 13 à la suite d'un touchdown à la course de Brady. Ce dernier réalise à nouveau une bonne série lorsqu'il échappe le ballon sur une charge de Charles Woodson. Les arbitres annoncent d'abord qu'il s'agit d'un fumble entraînant une perte de la possession et une défaite des Patriots. Mais ils revoient l'action à la vidéo et concluent que, selon une règle introduite en 1999, la Tuck Rule, le geste de passe vers l'avant de Brady est une passe incomplète. Les Patriots conservent la possession et vont inscrire un coup de pied pour aller en prolongations. Tom Brady gagne le toss et obtient la possession en premier lors des prolongations. Contre le vent et dans des bourrasques de neige, il réussit à avancer sur le terrain et à mettre son botteur Adam Vinatieri dans de bonnes conditions pour marquer une pénalité décisive.
Au tour suivant, les Patriots disputent le trophée de la conférence américaine AFC avec les Steelers de Pittsburgh. Au cours du deuxième quart-temps, Tom Brady se blesse au genou. Il doit laisser sa place à Drew Bredsoe qui remporte la rencontre et offre aux Patriots une nouvelle participation au Super Bowl. Après quelques jours d'hésitation, Bill Belichick annonce que Tom Brady est remis de sa blessure au genou et qu'il sera titulaire pour le Super Bowl XXXVI.
Le 2 février 2002 les Patriots affrontent les Rams de Saint-Louis dans le Superdome de La Nouvelle-Orléans. Alors que le score est de 17 partout, les Patriots récupèrent la possession en attaque aux 17 yards dans son camp avec 81 secondes restantes à l'horloge,. Le commentateur de la rencontre, la légende John Madden, recommande de jouer la montre et d'aller en prolongations,. Brady, son entraîneur Bill Belichick et son coordinateur défensif Charlie Weis prennent une autre option et tentent leur chance. Le quarterback n'a pas le droit à l'erreur. Il lit la défense des Rams et se débarrasse de la balle dans un premier temps. Il trouve ensuite son receveur Troy Brown pour un gain de 23 yards et son tight end Jermaine Wiggins pour 6 yards, offrant au buteur Adam Vinatieri un coup de pied de 46 yards pour la victoire. Vinatieri ne manque pas l'occasion et les Pats gagnent la partie 20 à 17. Brady est nommé meilleur joueur (MVP) de cette rencontre, grâce notamment à la séquence offensive en fin de match lors de laquelle il orchestre la remontée de son équipe. Tom Brady est alors le deuxième plus jeune joueur à gagner cette prestigieuse distinction, après le receveur des Steelers Lynn Swann.
Ce succès en fait immédiatement une célébrité. Il est demandé à travers les États-Unis. Après un passage par Disney World, il rejoint ses coéquipiers pour la parade dans la ville de Boston. Il se déplace alors à Hawaii pour y jouer le Pro Bowl pour la première fois de sa carrière. Il échange les poings avec Mohamed Ali lors d'un événement caritatif à Phoenix, joue au golf avec John Elway, est juge du concours de beauté Miss USA 2002 et passe du temps avec Barry Bonds et Willie Mays au camp d'entraînement des Giants de San Francisco. Célibataire convoité, il déchaîne les passions, soulevant les T-shirts lors de la parade et séduisant de la fille de Bill Belichick à la femme de son coéquipier Antowain Smith.

### Une saison 2002 décevante
La troisième saison de Brady est moins brillante. Elle commence dans le tout nouveau Gillette Stadium inauguré pour le premier match de la saison contre les Steelers de Pittsburgh par une victoire. Individuellement, Brady continue de briller, il réussit à gagner plus de yards (981 de plus) que la saison précédente et domine la ligue en nombre de touchdowns à la passe avec 28 unités. Le joueur n'est cependant pas sélectionné pour le Pro Bowl. Les Patriots terminent avec un bilan de neuf victoires et sept défaites comme les Jets de New York et les Dolphins de Miami. Mais du fait que les Jets aient battu les Patriots le 22 décembre 2002 au Gillette Stadium,, Tom Brady et ses coéquipiers échouent à atteindre les séries éliminatoires de la NFL. Il s'agit de la seule fois et unique fois que Tom Brady manque les matchs éliminatoires en tant que titulaire.
La saison du quarterback est marquée par une blessure à l'épaule le 16 décembre 2002 contre Tennessee. Il continue à jouer malgré la blessure et aggrave sa luxation lors de la dernière rencontre de la saison. Il choisit de ne pas se faire opérer à la fin de la saison et opte pour plusieurs mois de rééducation.

### Deuxième Super Bowl
Brady commence la saison 2003 en difficulté contre ses anciens coéquipiers Drew Bledsoe et Lawyer Milloy désormais aux Bills de Buffalo et se fait intercepter à quatre reprises dans une sévère défaite 0 à 31. Après deux succès, Brady doute de nouveau contre les Redskins de Washington le 28 septembre 2003 en se faisant à nouveau intercepter trois fois et en ratant une quatrième tentative décisive sur le dernier drive. Les doutes se dissipent cependant rapidement. Brady et les Patriots remportent une série historique de douze victoires consécutives pour conclure la saison régulière sur un bilan de quatorze victoires pour seulement deux défaites. Malgré ces performances, Brady est devancé par Peyton Manning et Steve McNair au classement des meilleurs joueurs de la saison régulière.
Bénéficiant de l'avantage du terrain lors des séries éliminatoires, Tom Brady est intraitable au Gillette Stadium. Il élimine d'abord les Titans du Tennessee de Steve McNair en mettant Adam Vinatieri dans les conditions pour réussir un lointain coup de pied de 46 yards pour une victoire des Pats sur le score de 17 à 14. Puis, bien aidé par les trois interceptions défensives de Ty Law, il vient à bout de son rival Peyton Manning des Colts d'Indianapolis, avec 22 passes complétées sur 37 tentatives pour 237 yards et un touchdown de 7 yards lancé à son receveur David Givens. Tom Brady et les Patriots se qualifient pour leur deuxième Super Bowl en trois ans.
Le 1er février 2004, Tom Brady et les Patriots rencontrent les Panthers de la Caroline lors du Super Bowl XXXVIII. À 26 ans, Brady réalise une performance de haut niveau avec 32 passes réussies sur 48 tentées, battant le record de Jim Kelly (31 passes complétées lors du Super Bowl XXVIII). De nouveau, il mène le dernier drive de son équipe pour offrir à Adam Vinatieri une position idéale pour un botté décisif à moins de quatre secondes de la fin du match. Vainqueur sur le score de 32 à 29, Tom Brady marque l'histoire en remportant son deuxième championnat en trois saisons. De nouveau, et notamment grâce à son excellente séquence offensive en fin de match, Brady est nommé meilleur joueur (MVP) du Super Bowl.

### Troisième Super Bowl

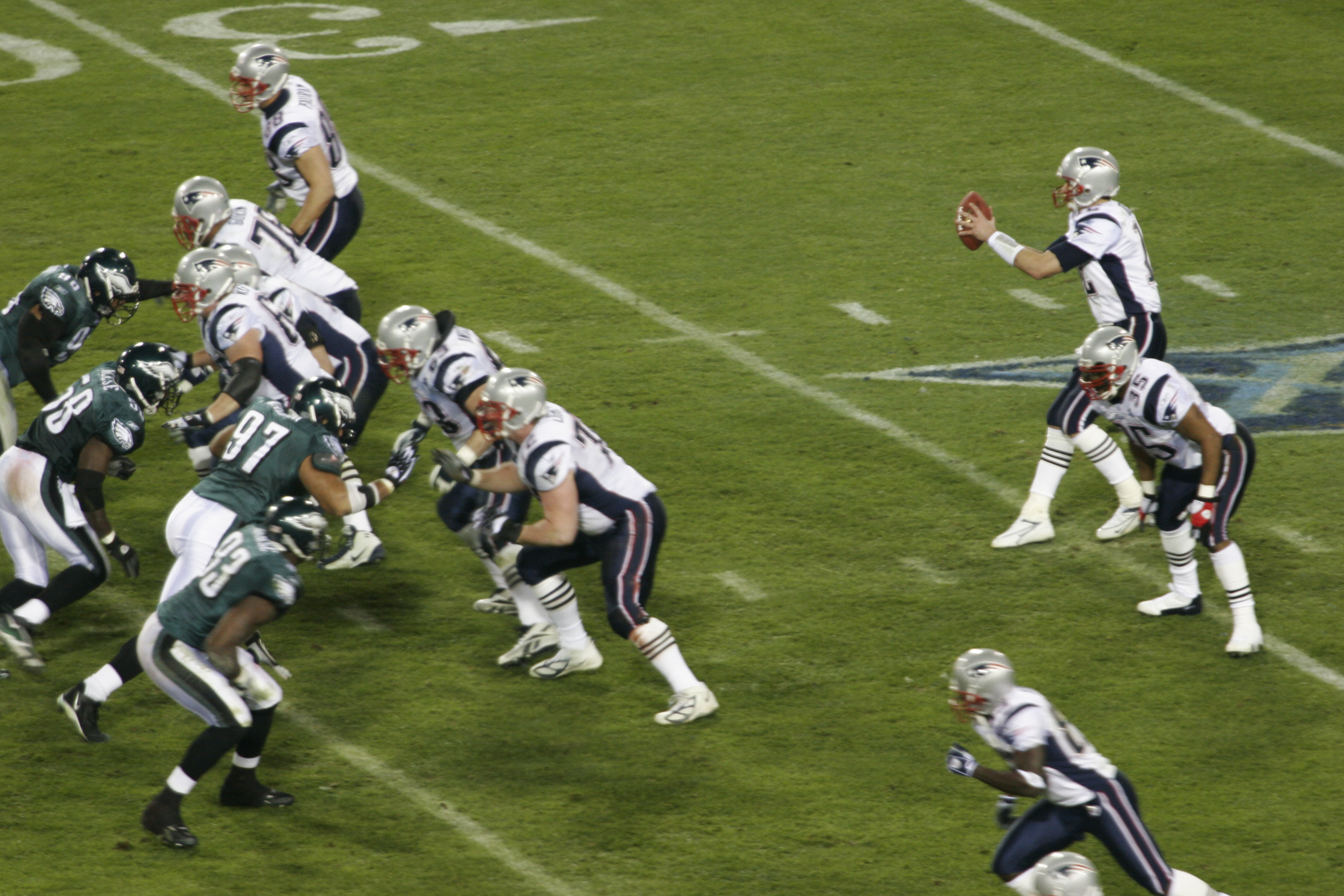
Tom Brady au Super Bowl XXXIX.

La saison 2004 commence aussi bien que s'était terminée la saison 2003 pour Tom Brady et ses coéquipiers. Les Patriots poursuivent leur série victorieuse de douze matchs et établissent un nouveau record dans la NFL en gagnant 21 matchs consécutifs. Brady ressent toujours des douleurs à son épaule et joue sous anti-inflammatoires et anti-douleurs pendant toute la saison.
Au cours des séries éliminatoires, les Patriots battent comme la saison précédente les Colts d'Indianapolis, puis les Steelers de Pittsburgh, l'équipe qui avait mis fin à leur série de 21 matchs sans défaite lors de la saison régulière. Lors de ce match, Brady établit la meilleure évaluation de performance pour un quarterback de la saison avec 130,5. Pourtant, la nuit avant la rencontre, Brady a de la fièvre de 39,4 °C,.
Le 6 février 2005, les Patriots et Tom Brady remportent le Super Bowl XXXIX, leur troisième titre en quatre ans, en battant les Eagles de Philadelphie par la marque de 24 à 21,,. Si son receveur Deion Branch est élu meilleur joueur de la rencontre, Brady termine la rencontre avec des statistiques de 23 passes complétées en 33 tentatives, 236 yards et deux touchdowns. Au terme d'une semaine compliquée lors de laquelle il a perdu sa grand-mère Margaret, Tom Brady fait preuve de calme et exécute le plan offensif prévu par Charlie Weis en lançant de nombreuses passes derrière des bloqueurs. Dans le dernier quart-temps, il guide l'attaque des Patriots à proximité de l'en-but pour permettre à Corey Dillon d'inscrire à la course un touchdown décisif.

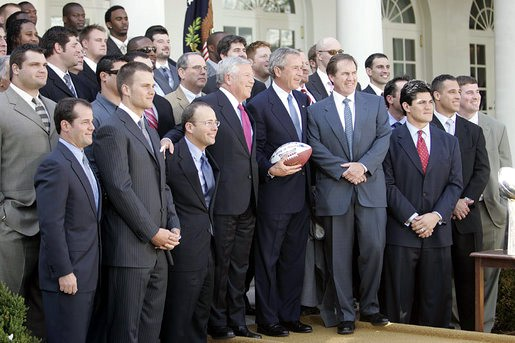
Le Président George W. Bush avec l'équipe des Patriots (Brady est la 3e personne sur la droite du président).

Après la saison, en février, Tom Brady se fait opérer son épaule droite douloureuse et la chirurgie arthroscopique se passe bien.

## Premières défaites en séries éliminatoires (2005-2006)
Avant le début de la saison 2005, Brady signe une extension de son contrat avec les Patriots de la Nouvelle-Angleterre pour 60 millions de dollars sur six ans dont une prime à la signature de 14 500 000 dollars. En raison des blessures des running backs Corey Dillon et Kevin Faulk, l'attaque des Patriots s'appuie plus sur le jeu de passe de Brady que lors des saisons précédentes. Il finit la saison avec 26 touchdowns et plus de 4 000 yards gagnés à la passe, pour la première fois de sa carrière. Le 5 décembre 2005, Brady est désigné sportif de l'année 2005 par le magazine Sports Illustrated. Les Patriots de la Nouvelle-Angleterre finissent la saison régulière avec dix victoires et remportent une nouvelle fois la conférence AFC.
En rencontres éliminatoires, l'équipe de Tom Brady domine les Jaguars de Jacksonville. Les Broncos de Denver mettent fin à la dynastie de Tom Brady. Aidés par une interception décisive de 99 yards de leur cornerback Champ Bailey puis par une perte de balle de Troy Brown, les Broncos dominent les Patriots sur le score de 27 à 13. Malgré ses 341 yards gagnés à la passe, il s'agit de la première défaite de sa carrière en match éliminatoire pour Tom Brady.
Lors de la saison 2006, les Patriots de la Nouvelle-Angleterre mènent une fois de plus leur conférence avec douze victoires pour quatre défaites et se qualifient pour les rencontres éliminatoires. Brady réussit plus de 3 500 yards, et marque 23 touchdowns à la passe.
En matchs éliminatoires, les Patriots battent les Jets de New York et puis rencontrent les Chargers de San Diego. Lors de ce match très disputé, les Pats sont menés de 8 points à 8 minutes de la fin du match. Brady envoie une passe de 4 yards pour un touchdown de Reche Caldwell et Kevin Faulk passe une conversion à 2 points. Les deux équipes sont à égalité. Mais alors que le match est en train de se terminer, Brady envoie une passe de 49 yards à Reche Caldwell. Ce gain d'un nouveau down, ou tentative, permet au buteur Stephen Gostkowski de marquer un field goal de 34 yards qui donne la victoire aux Patriots, 24 à 21.
Cette victoire leur permet de jouer la finale de la conférence AFC contre les Colts d'Indianapolis de Peyton Manning. À la mi-temps, les Patriots mènent 21 à 6. Lors du troisième quart-temps, deux touchdowns, l'un sur une course de Manning et l'autre de Dan Klecko sur une passe de Manning remettent les équipes à égalité. Les deux équipes se répondent alors au score. Alors qu'ils mènent de trois points, les Patriots s'inclinent 34 à 31 grâce à un touchdown de Joseph Addai à une minute du terme de la partie. Les Colts d'Indianapolis de Peyton Manning remporteront au tour suivant le Super Bowl XLI.

## La saison presque parfaite (2007)

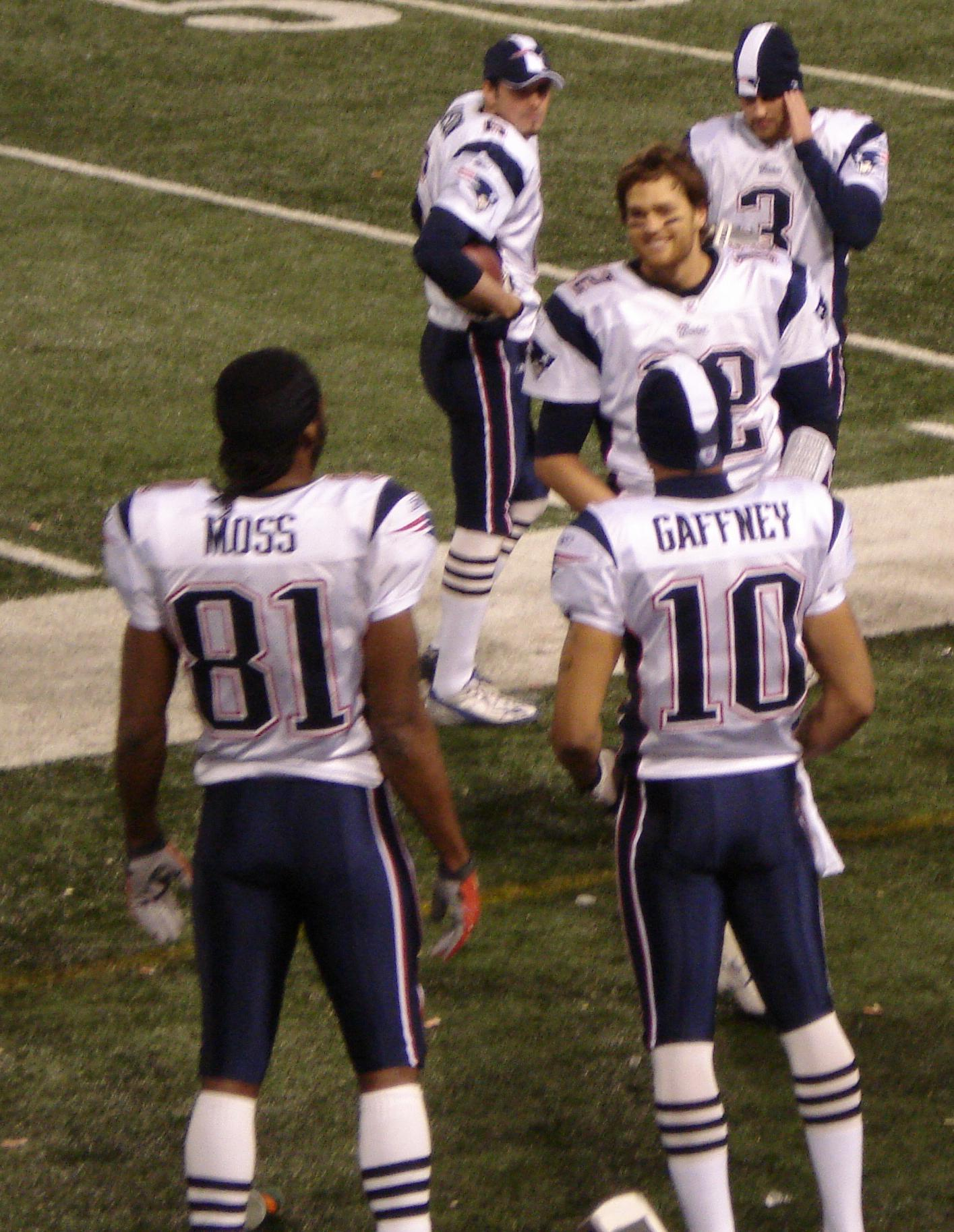
Tom Brady avec Randy Moss et Jabar Gaffney après avoir lancé son 50e touchdown de la saison contre les Giants de New York.

Considérés comme les favoris après l'acquisition des receveurs Wes Welker et Randy Moss, les attentes autour de Tom Brady et des Patriots sont grandes avant la saison 2007.
Dès la première rencontre de la saison, l'attaque emmenée par Tom Brady est inarrêtable. La ligne offensive domine la défense adverse et offre suffisamment de temps à son quarterback pour trouver ses différents receveurs.
Après cinq victoires en cinq matchs, les Patriots se déplacent à Dallas pour affronter les Cowboys, également invaincus (5-0). Tom Brady réalise une performance historique à la passe, marquant pour la première fois de sa carrière cinq touchdowns. Une semaine plus tard, Tom Brady marque à nouveau les esprits avec une performance offensive exceptionnelle contre les Dolphins de Miami ; il bat plusieurs records de la franchise, inscrit six touchdowns, permet aux Patriots de marquer 49 points dont 42 en première mi-temps uniquement. Il réussit à obtenir sa première évaluation parfaite (« perfect passer rating »), c'est-à-dire la note maximale que peut obtenir un quarterback sur un match (soit 158,3).
La série de succès continue par un large succès 52 à 7 contre les Redskins de Washington, Tom Brady affronte son rival Peyton Manning des Colts d'Indianapolis, alors invaincu, et vainqueur du précédent Super Bowl. Cette rencontre est compliquée pour Tom Brady qui se fait intercepter à deux reprises. Dans le dernier quart-temps, il inscrit deux touchdowns à la passe pour gagner 24 à 20.
Après deux victoires de suite contre Philadelphie et Baltimore de seulement trois points, Tom Brady et les Patriots ont un bilan de 15 victoires pour aucune défaite. De cette possible saison parfaite, Brady déclare : « Ce serait un bel accomplissement mais ce n'est pas notre objectif principal. Ce que nous souhaitons, c'est remporter le Super Bowl »,.
Lors de la dernière rencontre de la saison, les Patriots affrontent les Giants de New York et sont menés de 12 points dans la deuxième mi-temps. Brady réalise une série historique en se connectant à plusieurs reprises avec son principal receveur Randy Moss et bat le record de touchdowns à la passe dans une saison avec 50, record précédemment établi par Peyton Manning (49). Les Pats dominent les Giants sur le score de 38 à 35 et finissent la saison avec un nombre record de points inscrits : 589 unités.
Les Patriots réussissent donc à remporter tous les matches de la saison régulière, soit 16 victoires pour aucune défaite. Tom Brady devient le premier quarterback à réaliser cette performance. La saison est considérée par de nombreux spécialistes de ce sport comme la meilleure des saisons pour un quarterback,.
En raison de ses performances lors de la saison régulière, Brady reçoit de nombreuses distinctions individuelles, dont le titre de Sportif de l'année décerné par l'Associated Press, ce qui n'était plus arrivé pour un footballeur américain depuis Joe Montana en 1990. Il est également désigné meilleur joueur et joueur offensif de l'année 2007.
Lors des séries éliminatoires, Tom Brady et ses coéquipiers dominent les Jaguars de Jacksonville sur le score de 31 à 20 lors du match de division en réussissant notamment un jeu appelé Statue de la Liberté qui permet à Wes Welker d'inscrire un touchdown. Ils battent ensuite les Chargers de San Diego en finale de conférence par 21 points à 12. Ils se qualifient de nouveau pour un Super Bowl, trois ans après le dernier succès de leur dynastie.
Les Patriots ont une pression très importante à l'aube du Super Bowl XLII face aux Giants de New York, étant ultra favoris et la première équipe ayant la possibilité de réaliser une saison parfaite avec 19 victoires. Brady est alors invaincu à ce stade, avec trois succès pour aucune défaite. Pourtant, les Patriots s'inclinent sur le score de 17 à 14. Les statistiques de Tom Brady sont en deçà de ses standards habituels avec 29 passes complétées sur 48 pour 266 yards et un seul et unique touchdown.

## De la blessure au genou au retour difficile (2008-2010)

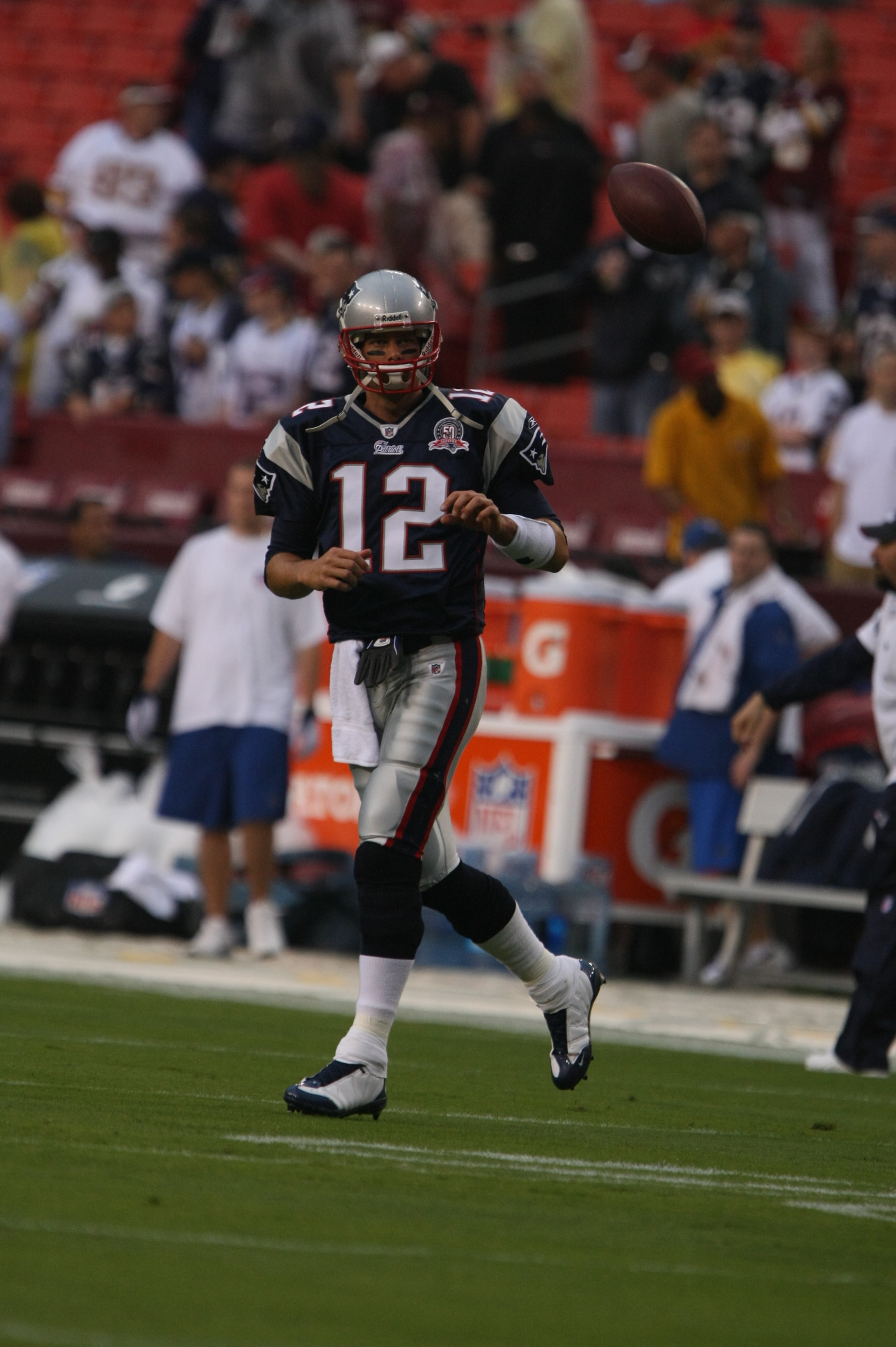
Tom Brady lors d'un échauffement en 2009.

Non aligné lors des matchs de présaison en raison de blessures au pied, Brady fait son retour pour le premier match de la saison contre les Chiefs de Kansas City, le 7 septembre 2008. Lors du premier quart-temps du match, Brady subit un sack du safety adverse, Bernard Pollard, et doit sortir sur blessure. Ce seront les seules minutes de la saison disputées par Tom Brady. L'équipe annonce quelques jours plus tard qu'elle place Brady sur la liste des blessés pour le reste de la saison, en raison d'une déchirure du ligament croisé antérieur et du ligament collatéral tibial,. Cette blessure met fin à une série de 128 titularisations consécutives pour Tom Brady. De nombreuses complications font suite à une première opération et le joueur est opéré une seconde fois.
Sans Tom Brady sur le terrain, remplacé par Matt Cassel, les Patriots n'arrivent pas à se qualifier pour les séries éliminatoires.
De retour à la compétition après sa saison blanche, Tom Brady permet aux Patriots dès le premier match de la saison 2009 de battre les Bills de Buffalo, avec 378 yards gagnés à la passe et deux passes amenant un touchdown,. Le 18 octobre 2009, il bat le record du plus grand nombre de touchdowns dans un quart-temps (cinq touchdowns lors du deuxième quart-temps contre les Titans du Tennessee),,. Il s'agit d'un match spécial pour Brady qui réussit presque avec 380 yards à réaliser une évaluation parfaite (« perfect passer rating »). Il obtient 152,8 alors que la meilleure évaluation est 153,8. C'est aussi un match spécial pour les Patriots qui infligent avec 59 à 0, à leurs rivaux le plus gros écart de points de la Conférence AFC,,. Tom Brady finit la saison régulière 2009 avec 4 398 yards gagnés à la passe et 28 touchdowns et une énième nomination au Pro Bowl.
Début janvier, il reçoit la récompense de Comeback Player of the Year (retour de l'année) pour ses performances de retour de blessure. Mais l'aventure tourne court dès le premier tour des séries éliminatoires contre les Ravens de Baltimore. Brady commet 3 interceptions et les Patriots s'inclinent 33 à 14 face aux Ravens.
Le 10 septembre 2010, Brady signe un nouveau contrat avec les Patriots : il s'agit d'un contrat de quatre ans pour 72 millions de dollars, ce qui fait de lui le joueur le mieux payé de NFL. Cette saison voit Brady et les siens aligner un excellent bilan de 14 victoires contre seulement 2 défaites. Pour la deuxième fois de sa carrière, il est élu MVP de la saison par un vote unanime, ce qui est une première. Toutefois, cette remarquable saison s'achève prématurément dès le premier match éliminatoire, en match de Division, par une défaite à domicile 28 à 21 contre les Jets de New York, vieux rivaux des Pats. Après la fin de la saison, il se fait opérer le pied d'une fracture de fatigue.

## Aux portes d'un nouveau sacre (2011-2013)

### Nouvelle défaite contre les Giants au Super Bowl

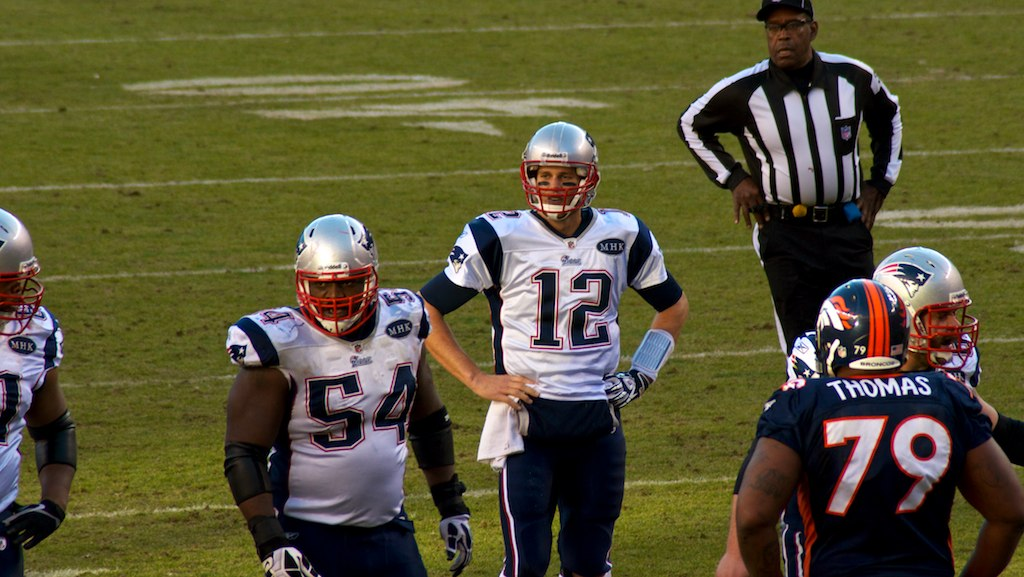
Tom Brady contre les Broncos de Denver en 2011.

La saison 2011 commence doucement pour les Patriots, qui se trouvent notamment dès le début défaits par les Bills de Buffalo pour la première fois depuis 10 ans. Toutefois, aidé notamment du receveur Wes Welker et surtout du tight end Rob Gronkowski, Tom Brady relance les Patriots qui finissent la saison en trombe sur 8 victoires consécutives qui leur assurent les séries éliminatoires et la première place de la Conférence AFC. En fin de saison, une dispute entre Brady et son coordinateur offensif Bill O'Brien éclate sur le bord du terrain lors d'une rencontre contre les Redskins de Washington. Le quarterback signe à cette occasion le deuxième plus grand total de yards engrangés en une saison de toute l'histoire de la NFL, avec 5 235 yards, pour 39 touchdowns.
En play-offs, Brady continue à bien jouer, signant notamment six touchdowns dès le premier match de division, contre les Broncos de Denver, n'étant que le troisième quarterback de l'histoire à inscrire autant de touchdowns durant un match de séries éliminatoires. Après une victoire serrée contre les Ravens de Baltimore en finale de Conférence, Tom Brady se retrouve pour la cinquième fois de sa carrière au Super Bowl, encore une fois contre les Giants de New York. S'il signe deux records d'ampleur au cours de ce match (celui du nombre total de yard lancés, tous Super Bowl confondus, et celui du plus grand nombre de passes complétées consécutivement au Super Bowl), il ne parvient pas à mener son équipe à la victoire et perd 21 à 17 pour la deuxième fois à ce niveau.

### Champion AFC Est et défaites en matchs éliminatoires

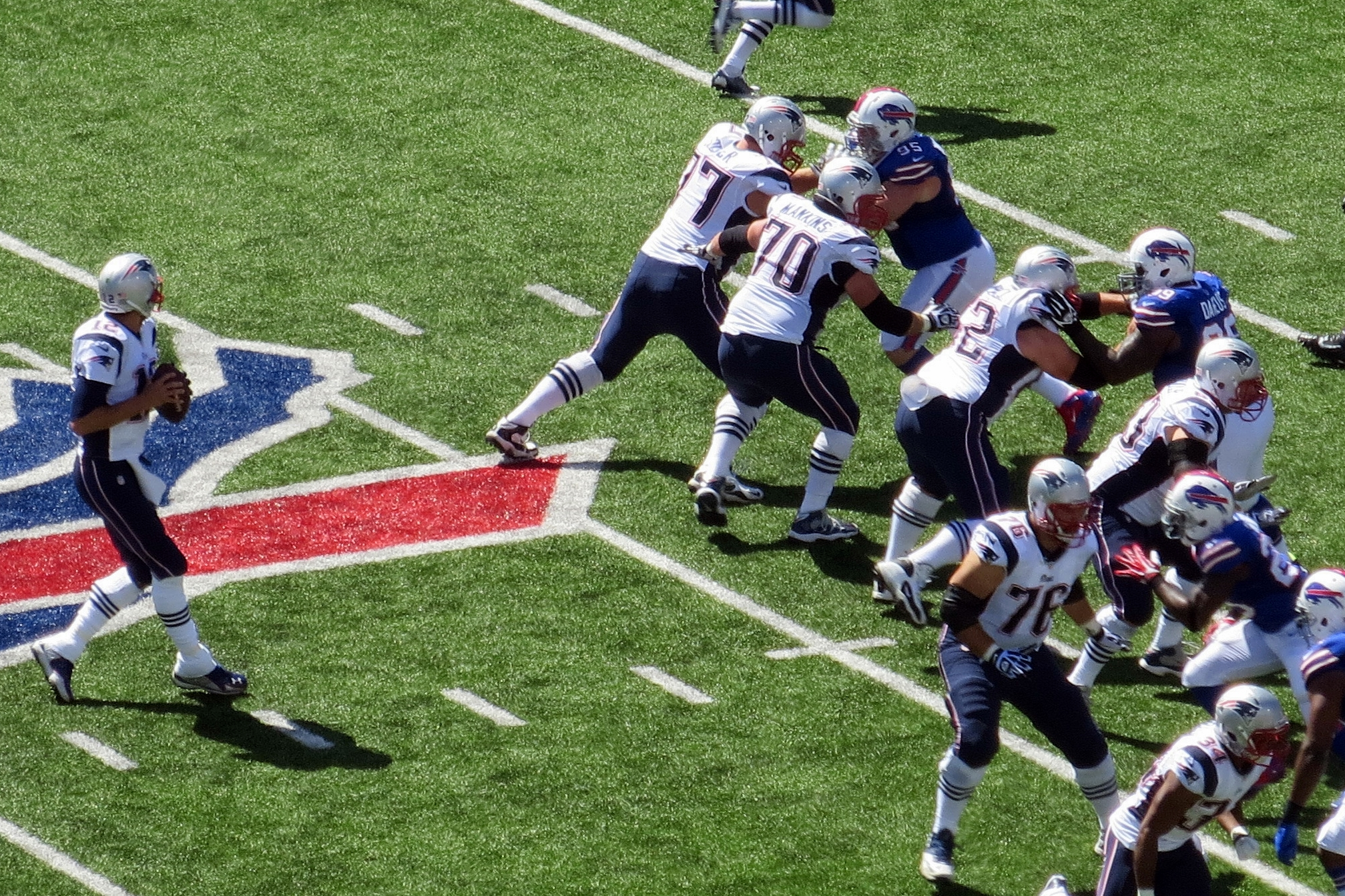
Tom Brady avec le ballon dans les mains contre les Bills de Buffalo en 2013.

Le démarrage de cette saison est difficile pour les Pats, qui commencent avec trois victoires pour trois défaites, avant d'enchaîner neuf victoires et une seule défaite durant les dix derniers matchs de la saison, pour terminer sur le bilan de 12-4 et une deuxième place en AFC.
Le 7 octobre 2012 marque un nouveau duel avec Peyton Manning, qui joue désormais pour les Broncos de Denver. Tom Brady remporte le match et possède désormais neuf victoires pour quatre défaites contre Manning. Le 2 décembre, après une victoire contre les Dolphins de Miami qui assure aux Pats le titre de champion de la division AFC Est, il devient le premier quarterback à remporter dix titres de champion de division, surpassant le record qu'il partageait jusque-là avec Joe Montana,. Il termine la saison avec plus de 4 800 yards, 34 touchdowns et seulement huit interceptions. Cette prestation lui vaut une huitième nomination au Pro Bowl.
En séries éliminatoires, les Pats parviennent à défaire aisément les Texans de Houston lors du match de Division, sur le score de 41 à 28,,. En finale de conférence, il retrouve les mêmes adversaires que l'année précédente : les Ravens de Baltimore. S'il bat au cours de cette rencontre le record de Brett Favre du plus grand nombre de yards lancés en carrière en séries éliminatoires, il réalise une prestation bien plus médiocre qu'à l'accoutumée en subissant deux interceptions et en ne parvenant pas à renverser le cours du match. Les Pats finissent cette fois-ci par s'incliner sur le score de 28 à 13 et sont éliminés aux portes du Super Bowl XLVII,,.

## Deuxième dynastie (2014-2018)

### Quatrième Super Bowl
Le début de la saison 2014 est difficile pour Tom Brady et les Patriots. Après une lourde défaite contre les Chiefs de Kansas City, les critiques s'élèvent et plusieurs analystes annoncent la fin de l'ère Brady. La réponse du quarterback se fait sur le terrain avec plusieurs performances de grande qualité avec plusieurs rencontres à plus de 300 yards lancés à la passe contre les Bills de Buffalo, les Broncos de Denver et les Lions de Détroit. Après une série de sept succès consécutifs, les Patriots tombent face à Green Bay. Qualifié pour les séries éliminatoires, Tom Brady se préserve en fin de saison, ne jouant qu'une mi-temps contre Buffalo et termine la saison régulière avec un bilan de douze victoires pour quatre défaites.
La route pour le Super Bowl XLIX passe par une âpre confrontation face aux Ravens de Baltimore. Rapidement mené 14 à 0 puis 28 à 14 après la mi-temps, Brady lance à Brandon LaFell une passe décisive qui arrache la victoire 35 à 31. À cette occasion, il bat le record de Joe Montana avec 46 touchdowns inscrits en matchs éliminatoires. La finale de conférence contre les Colts d'Indianapolis donne moins de difficultés à Tom Brady et les Patriots. Ce large succès 45 à 7 et la qualification au Super Bowl sont mises dans l'ombre par le Deflategate. Lors du Super Bowl XLIX contre les Seahawks de Seattle, Tom Brady mène son équipe à plus grand retour dans l'histoire du Super Bowl après avoir été mené de 10 points à l'entame du dernier quart-temps. Le quarterback complète 37 passes sur 50 et marque quatre touchdowns pour arracher une victoire sur le fil. Il est nommé MVP du Super Bowl et remporte une quatrième bague de champion.

### L'aprèsDeflategate
Après son quatrième Super Bowl remporté et son combat contre la ligue pendant l'intersaison, les regards se portent sur Tom Brady au début de la saison 2015. Le joueur répond par des performances de haut niveau et dix victoires consécutives pour commencer la saison. La série de matchs sans défaite se conclut au Sports Authority Field at Mile High par un revers en prolongations contre les Broncos de Denver sur un touchdown de C. J. Anderson. Touché par les blessures de ses coéquipiers et isolé en attaque, Brady lutte pour terminer la saison et perd l'avantage du terrain en séries éliminatoires lors de la dernière rencontre. Sa saison est remarquable puisqu'il termine avec le plus grand nombre de touchdowns (36 unités pour seulement 7 interceptions) et est récompensé par le plus grand nombre de votes pour le Pro Bowl 2016.
Brady retrouve son escouade offensive au complet pour les séries éliminatoires et la rencontre contre les Chiefs de Kansas City que les Pats dominent sur le score de 27 à 20,,,. En finale de conférence, Tom Brady retrouve le quarterback Peyton Manning des Broncos pour ce qui est annoncé comme leur dernière confrontation, Manning prenant sa retraite à la fin de la saison. Ce match de championnat voit les limites de la ligne offensive de Tom Brady qui est dominée par la défense des Broncos et notamment Von Miller,. Le quarterback est limité à seulement 27 passes réussies sur 56 tentatives. La défaite 20 à 18 de l'équipe de la Nouvelle-Angleterre empêche Brady de participer pour la septième fois au Super Bowl,.
Après la saison, Tom Brady participe à la tentative de recrutement de Kevin Durant des Celtics de Boston mais Durant choisit finalement les Warriors de Golden State,. Il cesse ses actions judiciaires et accepte sa suspension de quatre matchs pour le début de la saison NFL 2016.

### Cinquième Super Bowl
Après la suspension de quatre rencontres, la tournée de revanche contre la NFL commence en octobre contre les Browns de Cleveland. Il célèbre son retour par une performance à plus de 400 yards à la passe et une première victoire. Après trois nouvelles performances exceptionnelles contre les Bengals, les Steelers et les Bills pour autant de victoires, Brady est nommé joueur offensif du mois d'octobre pour la conférence AFC.
Les Patriots accèdent au Super Bowl LI où ils affrontent les Falcons d'Atlanta. Tom Brady et les Patriots réussissent un incroyable retour et l'emportent 34 à 28 en prolongation après pourtant avoir été menés 28 à 9 après le troisième quart-temps (écart qui était même de 25 points à 18 minutes de la fin du match). Brady remporte son cinquième Super Bowl et rejoint ainsi Charles Haley, détenteur du record de Super Bowl remportés. D'abord mis en difficulté par la défense d'Atlanta, qui l'intercepte en première mi-temps par Robert Alford, Tom Brady accélère dans le dernier quart temps et inscrit deux touchdowns permettant aux Patriots d'égaliser et d'accéder aux prolongations durant lesquels ils marqueront un touchdown synonyme de victoire immédiate,,.
Dans les vestiaires du NRG Stadium, le maillot de Tom Brady est volé dans les minutes suivant la célébration du sacre. Deux semaines plus tard, la police évalue la valeur du maillot à 500 000 dollars,. Le 21 mars, il est retrouvé par le Federal Bureau of Investigation, ainsi qu'un autre maillot du joueur, celui du Super Bowl XLIX, au Mexique,. Fox Sports dévoile que le voleur est un journaliste accrédité qui a été identifié sur les vidéos du stade,.

### Meilleur joueur de la saison et troisième défaite au Super Bowl

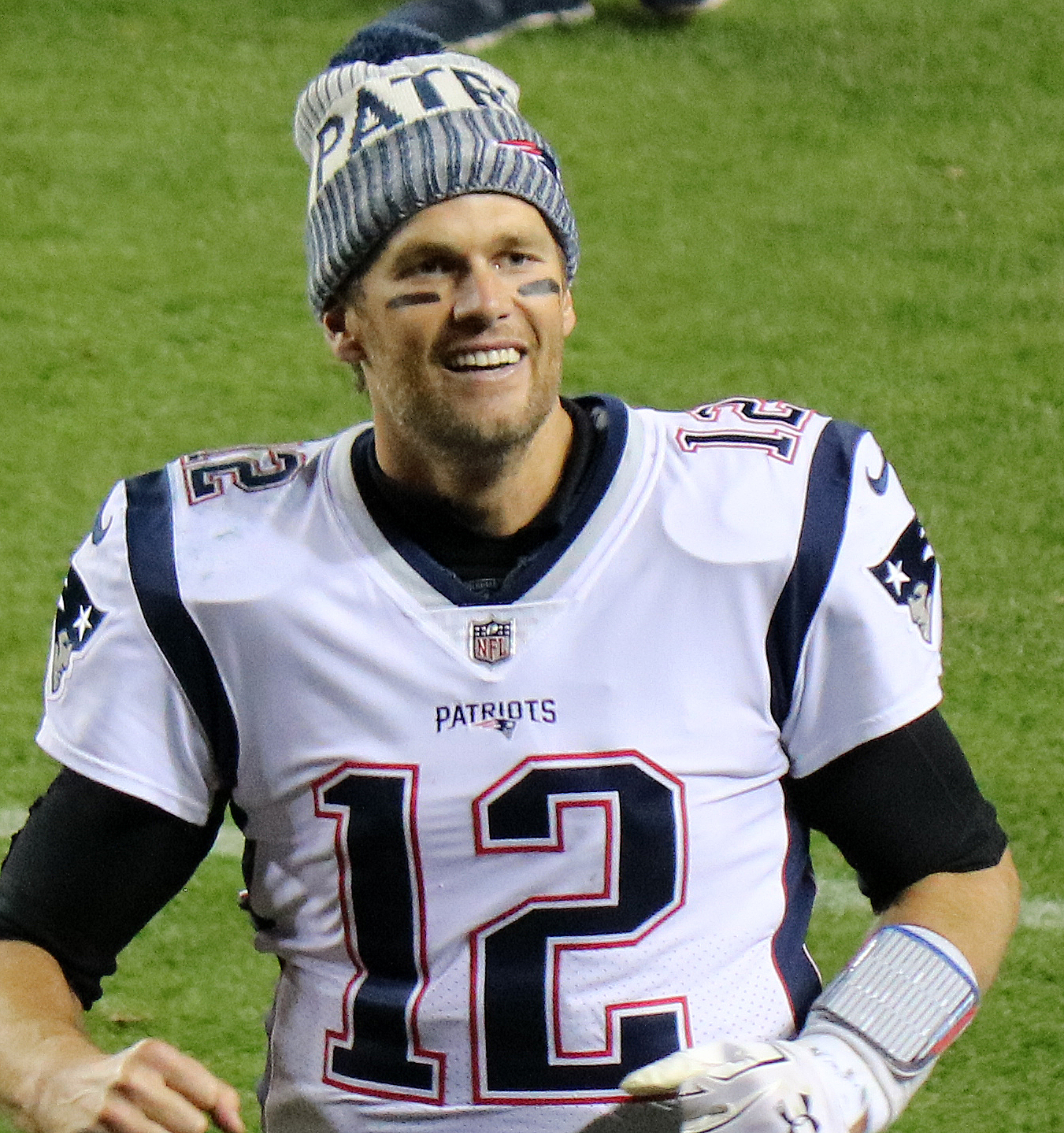
Tom Brady lors de la victoire contre les Broncos de Denver en novembre 2017.

Le début de la saison 2017 est difficile pour Tom Brady. Lors d'une rencontre de pré-saison, il perd son principal receveur, Julian Edelman, sur blessure pour toute la saison. Rob Gronkowski toujours limité en retour d'une grave blessure au dos, Brady a besoin de nouveaux receveurs. Les Patriots échangent son deuxième remplaçant, Jacoby Brissett aux Colts d'Indianapolis contre le receveur Phillip Dorsett. Largement favoris, Brady et les Patriots s'inclinent lourdement contre les Chiefs de Kansas City dans la rencontre d'ouverture de la saison régulière, mettant fin à la spéculation d'une saison parfaite,.
À 40 ans, l'âge de Brady est au cœur des débats, sa longévité impressionne et inquiète sur son futur,,. Après la défaite initiale, Brady répond aux critiques après plusieurs excellentes performances : 447 yards à la passe et trois touchdowns contre les Saints de La Nouvelle-Orléans, cinq touchdowns contre les Texans de Houston et encore plus de 300 yards à la passe contre les Panthers de la Caroline et les Buccaneers de Tampa Bay. Il bat tous les records pour un quarterback quadragénaire.
Fin octobre, quelques jours avant la clôture de la période de transferts, les Patriots envoient le remplaçant et successeur désigné de Tom Brady, Jimmy Garoppolo, aux 49ers de San Francisco contre un choix de sélection, renforçant la confiance dans le futur de leur quarterback historique,. Libéré de la concurrence du jeune et talentueux quarterback, remplacé par Brian Hoyer vétéran et ami, Tom Brady inscrit trois touchdowns dans le succès au Mile High contre les Broncos de Denver.
Fin novembre, Brady se blesse au talon d’Achille. Le quarterback manque plusieurs entraînements mais se montre rassurant en conférence de presse. Il est apte à jouer contre les Dolphins de Miami, une partie dans laquelle il subit de nombreux coups et marque quatre touchdowns. Il est nommé joueur offensive du mois de novembre de la conférence AFC.
La blessure continue de le handicaper sur la deuxième partie de la saison,. Contre les Bills de Buffalo, Brady montre des signes de frustration en hurlant sur Josh McDaniels, son coordinateur offensif, en début de rencontre. Dans les jours suivants cet accroc, il s'excuse publiquement et encense son entraîneur,. Sa fin de saison est mitigée, il lance au moins une interception dans cinq rencontres consécutives. Cependant, Brady est décisif dans le match face aux Steelers de Pittsburgh pour assurer aux Patriots de la Nouvelle-Angleterre la première place de la conférence à la fin de la saison régulière et l'avantage de jouer à domicile jusqu'au Super Bowl en phase finale. Il termine la saison comme le premier passeur de la ligue avec 4 577 yards gagnés à la passe et est dans la discussion pour le titre de meilleur joueur de la saison.
Exempté de premier tour de la phase finale, Tom Brady est impliqué dans une controverse médiatique impliquant ses relations avec Bill Belichick et Robert Kraft. Niant ses rumeurs, le quarterback inscrit trois touchdowns contre les Titans du Tennessee grâce à une attaque au rythme rapide,. Quatre jours avant le championnat AFC contre les Jaguars de Jacksonville, Tom Brady se coupe la main à l'entraînement contre le casque de Rex Burkhead. Malgré les 12 points de souture près de son pouce, Brady lance pour 290 yards et deux touchdowns dans la victoire des Patriots 24 à 20,,. Cette victoire qualifie les Patriots pour le Super Bowl LII. À la veille du Super Bowl, il est désigné meilleur joueur de la saison pour la troisième fois de sa carrière,,. Bien qu'il lance un record de 505 yards et trois touchdowns, Brady subit un nouveau revers en finale du championnat, les Patriots s'inclinant 41 à 33 contre les Eagles de Philadelphie.

### Sixième Super Bowl
La saison 2018 continue de renforcer la légende de Tom Brady et son statut de meilleur quarterback de l'histoire du football américain,. Face à une nouvelle génération de quarterbacks comme Patrick Mahomes, Deshaun Watson, Jared Goff ou Andrew Luck, Tom Brady prouve qu'il reste l'un des meilleurs joueurs à son poste malgré son âge avancé. Sa saison est marquée par un nouvel accomplissement : passer la barre des 1 000 yards à la course,,. Brady sort vainqueur d'un duel attendu face à Aaron Rodgers, considéré par certains comme plus talentueux, lui permettant d'avoir battu au moins une fois toutes les autres équipes de la ligue. Le 11 novembre, il se blesse au ligament collatéral tibial dans la rencontre contre les Texans de Houston, une blessure qui le freine sur la deuxième partie de la saison et qu'il tait jusqu'à la fin de la saison régulière.
En phase finale, Tom Brady élève encore son niveau dans une partie totalement dominée par les Patriots contre les Chargers de San Diego,. La semaine suivante, il mène parfaitement son attaque pour asphyxier les Chiefs de Kansas City et construire une avance de 14 à 0 à la mi-temps avant de conclure en fin de match en dirigeant son équipe dans l'en-but en prolongation, qualifiant les Patriots au Super Bowl pour la quatrième fois en cinq saisons,.
Le 4 février 2019, les Patriots remportent le SuperBowl 13-3. Brady devient ainsi le seul joueur à avoir gagné six trophées du Super Bowl.

## Dernière saison chez les Patriots (2019)
Le 4 août 2019, Brady signe une prolongation de contrat de deux ans d'une valeur de 70 millions de dollars, couvrant les saisons 2020 et 2021. Les termes du contrat permettent à Brady de devenir un agent libre après la saison 2019. Par rapport au plafond salarial des Patriots de 2019, Brady est le 6e joueur le mieux payé de l'équipe, avec 6,75 millions de dollars.
Brady entame sa 20e saison dans la NFL en réussissant 24 des 36 passes pour 341 yards et trois touchdowns dans une victoire de 33-3 sur les Steelers de Pittsburgh. La semaine suivante, dans une victoire de 43-0 contre les Dolphins de Miami, Brady a complété 20 des 28 passes pour 264 yards et deux touchdowns ; en outre, il marque également un touchdown à la course. Lors d'une victoire 33-7 contre les Redskins de Washington en semaine 5, Brady dépasse Brett Favre pour la troisième place sur la liste des yards de passes de tous les temps et termine à seulement 17 yards de son ancien rival Peyton Manning pour la deuxième place. Lors du premier drive de la semaine suivante, Brady dépasse Manning pour prendre la deuxième place sur la liste des meilleurs passeurs de tous les temps, derrière seulement Drew Brees. Cependant, il connaît des difficultés plus tard dans la saison, et les Patriots perdent trois matchs sur cinq après un départ à 8-0, y compris des défaites consécutives en 13e et 14e semaine contre les Texans de Houston et les Chiefs de Kansas City,. Le rating de passeur de Brady passe de la quatrième à la sixième place parmi les quarterbacks de l'histoire de la NFL. En semaine 15, contre les Bengals de Cincinnati, Brady passe à moins d'un touchdown de l'égalisation avec Peyton Manning sur la liste des passes de  touchdowns de tous les temps avec 538. Lors de la victoire 34-13 des Patriots, qui assure à l'équipe une place en play-offs pour la 11e saison consécutive, Brady obtient 128 yards par la passe et deux touchdowns. Lors de la semaine 17 contre les Dolphins de Miami, Brady lance pour 221 yards, deux touchdowns et une interception qui est retournée pour un touchdown lors de la défaite 27-24, ce qui, combiné à une victoire des Chiefs, prive la Nouvelle-Angleterre d'une exemption du tour des wild cards pour la première fois en dix ans. Au cours du match, Brady dépasse Peyton Manning pour le deuxième plus grand nombre de passes de touchdown de l'histoire de la NFL, après avoir lancé son 540e touchdown en carrière.
Pour la première fois depuis 2008, l'année où il s'est déchiré le ligament croisé antérieur, Brady n'est pas sélectionné pour le Pro Bowl. Cependant, Sporting News le nomme « Athlète de la décennie de la NFL ».
Bien qu'ils terminent la saison régulière avec un bilan de 12-4 et remportent un 11e titre consécutif de l'AFC East, les Patriots sont contraints de commencer leur parcours d'après-saison dans la Wild Card Round, pour la première fois depuis 2009, où ils affrontent les Titans du Tennessee. Sur leur propre ligne de un yard et menés 14-13 à 15 secondes de la fin du match, la 37e et dernière tentative de passe de Brady est interceptée et renvoyée pour un touchdown par son ancien coéquipier Logan Ryan, qui scelle la victoire 20-13 des Titans. C'est la première fois depuis la saison 2010 que les Patriots font un one-and-done en séries éliminatoires. Cette défaite met fin à la chance des Patriots de rejoindre leur rival de division, les Bills de Buffalo, en tant que deuxième équipe seulement à atteindre quatre Super Bowl consécutifs,. En outre, c'est la première fois depuis la saison 2010 que les Patriots n'atteignent pas le match de championnat de l'AFC, mettant ainsi fin à leur série record de huit participations consécutives à des matchs de championnat de l'AFC.

## Fin de carrière aux Buccaneers de Tampa Bay (2020-2021)

### Septième titre de champion avec les Buccaneers de Tampa Bay

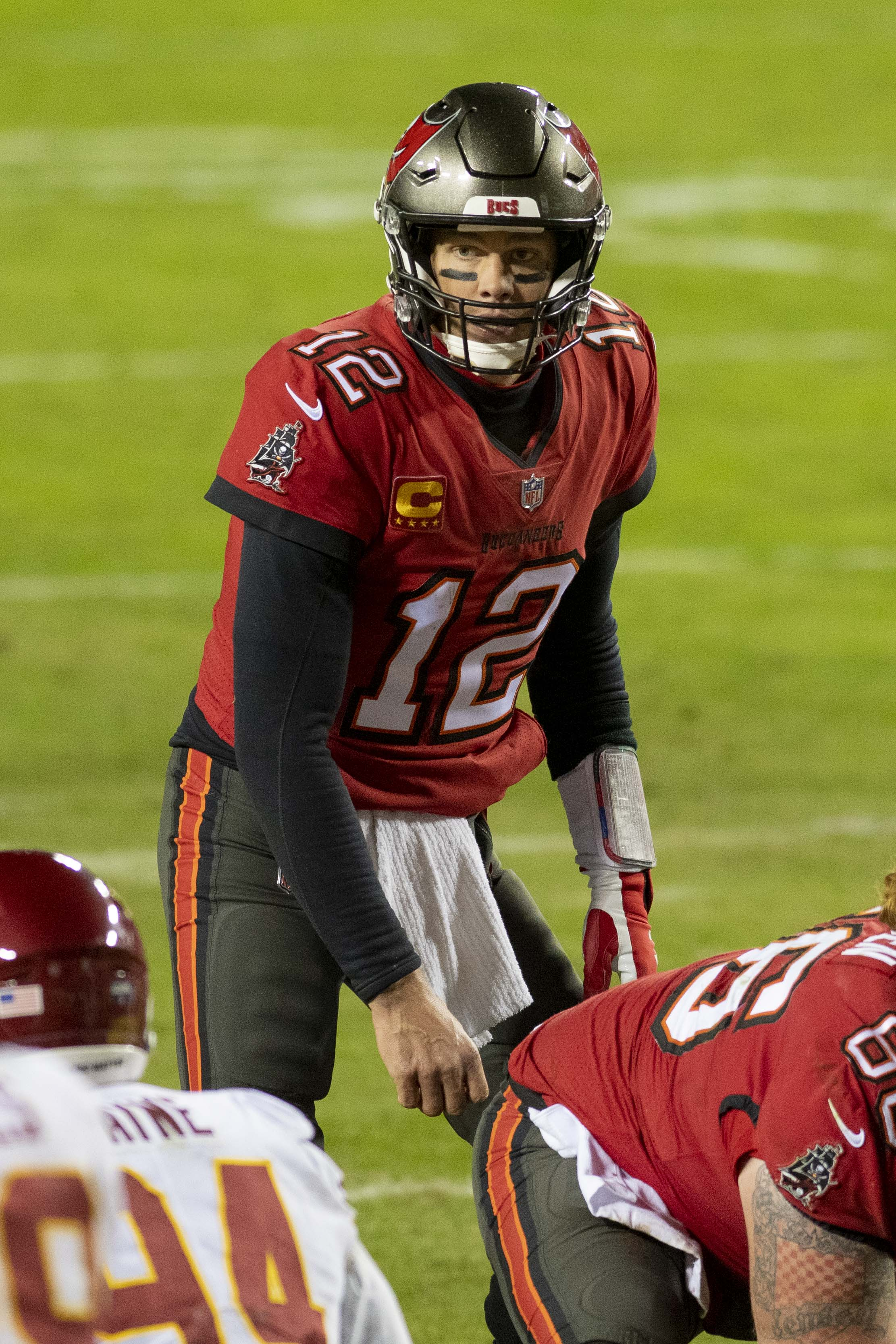
Tom Brady en 2021 sous le maillot des Buccaneers.

Après plusieurs semaines de spéculations sur la possible destination de Brady pour la saison 2020, le joueur annonce sur les réseaux sociaux qu'il ne prolonge pas avec les Patriots. Il officialise quelques jours plus tard qu'il rejoint les Buccaneers de Tampa Bay après y avoir signé un contrat de deux saisons pour un montant de 50 millions de dollars,. Cette décision est majeure pour Brady. Il quitte en effet la seule franchise et le seul entraîneur principal qu'il ait toujours connus dans sa carrière pour celle des Bucs qui ne s'est plus qualifiée en série éliminatoire depuis treize saisons et qui possède le pire bilan historique de la ligue (39,3% de victoires).
L'engagement de Brady avec les Buccaneers a un effet immédiat sur l'attractivité sportive de cette franchise, son ancien coéquipier Rob Gronkowski sortant de sa retraite sportive pour l'y rejoindre tandis que des agents libres vedettes tels Leonard Fournette et Antonio Brown sont engagés en cours de saison.
Tom Brady réussit sa saison 2020 au-delà de toutes attentes. Il contribue à la qualification de son équipe pour la phase finale en inscrivant à la passe 40 touchdowns au cours de la saison régulière. Il arrive à conserver une mobilité et une anticipation suffisantes pour éviter d'être plaqué régulièrement. Qualifiés pour la finale de conférence NFC, une première depuis 2002, les Buccaneers battent les Packers de Green Bay 31 à 26 et se qualifient pour le Super Bowl LV.
Les Buccaneers dispute le Super Bowl dans leur stade contre les Chiefs de Kansas City, la ville de Tampa ayant été choisie pour accueillir le l'évènement avant le début de la saison. Tom Brady, âgé de 43 ans, participe à son Super Bowl, battant de nombreux records et étonnant par sa longévité. Le quarterback adverse, Patrick Mahomes, est de 18 ans son cadet. Tampa Bay s'impose sur le score de 31 à 9. Brady remporte ainsi sa septième bague et son cinquième trophée du meilleur joueur du Super Bowl après avoir inscrit deux touchdowns à la passe, convertis l'un par Rob Gronkowski et l'autre par  Antonio Brown en première mi-temps,.

#### Ultime saison en NFL
Le 19 décembre 2021, Tom Brady et les Buccaneers perdent 0 à 9 contre les Saints de La Nouvelle-Orléans. C'est seulement le troisième match de la carrière de Brady et le premier depuis le 10 décembre 2006 où son équipe n'a pas inscrit de point.
Le 1er février 2022, Tom Brady annonce officiellement sa retraite après 22 saisons dans la NFL,.

### Citations originales
1. ↑  (en) « Negatives: Poor build. Very skinny and narrow. Ended the '99 season weighing 195 pounds and still looks like a rail at 211. Looks a little frail an lacks great physical stature and strenght. Can get pushed down more easily than you'd like ».
2. ↑  (en) « It would be a great thing to do, but it's not our main goal. What we are after is the Super Bowl ».